# هيندرسكيلف (إنجلترا)
هندرسكيلف (بالإنجليزية: Henderskelfe)‏ هي أبرشية مدنية في شمال يوركشير، إنجلترا. لا تحتوي الأبرشية على قرى، على الرغم من أنها تأخذ اسمها من مستوطنة وقلعة سابقة كانت تقع على الأرض التي بُني عليها قصر هوارد القلعة الآن. من الناحية التاريخية، كانت المنطقة تعتبر تاونشيب في الأبرشية الكنسية لبولمر، ولكنها أصبحت أبرشية مدنية خاصة بها منذ عام 1866.

## التاريخ
كانت المنطقة تعرف باسم هيندرسكيلف، وأراضي ممتلكات مانور هيندرسكيلف تمتد بين ستامفورد بريدج وما هو الآن قصر هوارد القلعة ولاستينجهام. ذُكرت المنطقة في كتاب دومسدي، وكانت المنطقة موطنًا لقرية وكنيسة، كلاهما فقدانهما الآن، حيث تم بناء قصر هوارد القلعة فوق القرية وقلعة هندرسكيلف . نظرًا لأن الكنيسة قد دُمرت، لم يتم تعيين رجال دين للمنطقة، وأصبحت معروفة بأنها منطقة خارجة عن الأبرشية. يقع موقع الكنيسة ومنزل القس تحت بحيرة الجنوب، والحديقة على التوالي على أراضي قصر هوارد القلعة. في عام 1846، مُررت مشروع قانون خاص في مجلس العموم ومجلس اللوردات، الذي قام بمبدل القطعتين الأرضيتين في هيندرسكيلف، مع أرض في شريف هاتون؛ حيث كان رئيس أساقفة يورك مالك القطعة الأرضية تحت البحيرة، ولم يعد بحاجة إليها. ظلت بلدة هيندرسكيلف في الأبرشية الكنسية لبولمر للزواج والميلاد والتعميد بعد أن تم إنشاؤها كأبرشية مدنية.
قلعة هندرسكيلف بُنيت خلال عهد إدوارد الثالث على تصميم مربع الشكل، على الرغم من أنه تمت تسميتها على أنها في حالة من الخراب بحلول عام 1359.

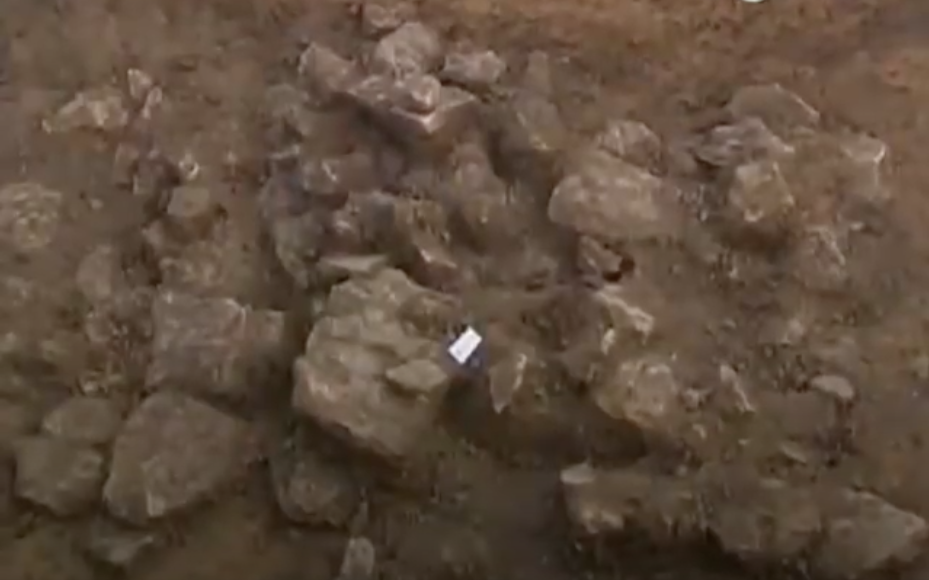
أسس منزل من القرن السادس عشر، هيندرسكيلف.

ذكر ليلاند في مجموعته، أنه في عام 1070، قامت فرقة اعتداء اسكتلندية بقيادة الملك مالكوم إلى مكان يُسمى هندرسكيلف وقتلوا بعض النبلاء الإنجليز. وفي وقت إجراء مسح الدوميسدي، كانت الأرض مملوكة لبرنجار توسني، الذي توفي دون أن يترك ذرية، ولذلك انتقلت إلى أخته، أديلايزا، التي تزوجت روجر بيجود. مرت هندرسكيلف إلى العائلة الملكية في عام 1306، عندما توفي بيجود، وتم نقل جميع ألقابه إلى التاج. كانت الضيعة مملوكة لعائلة غرايستوك في القرنين السادس عشر والسابع عشر. تم إعادة بناء قلعة هندرسكيلف والقرية في عام 1683، ولكنها دمرت بالنيران في عام 1693. بدأ بناء قلعة هاوارد حوالي عام 1699، وتم بناء بعض الجدران الخارجية بواسطة البوابة من الحجر المستخدم من القلعة المدمرة. كانت قلعة هندرسكيلف والقرية موجودة فورًا غرب راي وود، والتي ما زالت موجودة حتى اليوم. تظهر خريطة لعام 1694، وهي مرسومة بعام بعد الحريق الذي دمر القلعة، تخطيط القرية والقلعة.
هدم بقايا قرية هندرسكيلف عند بناء مباني قلعة هاوارد الحالية في عام 1699. تظهر خريطة لعام 1690 وجود 24 منزلاً، على الرغم من عدم وجود وثيقة تسجل ما حدث للقرويين. اقترح بيريسفورد أن القرويين حصلوا على منازل في كونيثورب أو ويلبورن. كانت المنطقة مصنفة كقرية حتى عام 1866، عندما تمت إعادة تصنيفها كبلدية. قبل ذلك، كانت قرية هندرسكيلف جزءًا من بلدة بولمر، وتتألف من 1500 فدان، معظمها كان جزءًا من ممتلكات قلعة هاوارد. بحلول عام 1872، تم تحديد مساحة البلدية على أنها 1620 فدانًا، وقد نمت إلى 1705 فدانًا بحلول عام 1890.
في عام 1987، أصبحت كامل البلدية جزءًا من منطقة جبال هواردين الخلّابة للطبيعة الرائعة. يعبر مسار المشي على مدى طويل يُعرف باسم "طريق الذكرى المئوية" الجانب الشرقي من البلدية.

## الحكم
كانت هيندرسكيلف تاريخيًا ضمن منطقة "وابينتيك" (وحدة إدارية) بولمر، وجزءًا من منطقة مالتون الريفية في نورث رايدينج بين يوركشاير. والآن تقع في منطقة ريدال الشيرية في نورث يوركشاير. تشكل البلدية جزءًا من منطقة ثيرسك ومالتون الانتخابية لأغراض الحكومة الوطنية.
في تعداد عام 2001، أُدرجت تفاصيل الرعية على أنها "أقل من بيانات عتبة مكتب الإحصاءات الوطنية" (كان عدد السكان أقل من 100)، لذلك تم تضمين التفاصيل داخل أبرشية كونيثورب المجاورة.

## سكان بارزون
- توفي السير همفري لاسيليس في هيندرسكيلف عام 1102.[2]
- ويليام داكر، بارون داكر الثالث ، عاش في هيندرسكيلف، بعد أن اضطر إلى تسليم ممتلكاته الأخرى. "اعتنق الكاثوليكية "، وهكذا في عهد الملكة إليزابيث الأولى، تعرض للاضطهاد بسبب معتقداته، وسُجن لفترة وجيزة في برج لندن .[25]

## روابط خارجية
- خريطة حدود الرعية